# Mantidactylus cowanii
Mantidactylus cowanii es una especie de anfibio anuro de la familia Mantellidae.

## Distribución geográfica
Esta especie es endémica de Madagascar. Habita en el centro-este de la isla.

## Descripción
El dorso es negro y manchado de blanco. Su piel es suave.

## Etimología
Esta especie lleva el nombre en honor del reverendo William Deans Cowan (1844-1923).

## Publicación original
- Boulenger, 1882 : Catalogue of the Batrachia Salientia s. Ecaudata in the collection of the British Museum, ed. 2, p. 1-503[6]